# Тоя гайова
Тоя протиотруйна (Aconitum anthora) — багаторічна трав'яниста рослина родини жовтецевих. Рослина отруйна, може також використовуватися як лікарська.

## Опис
Корені веретеноподібно потовщені. Стебло прямостояче, просте, коротко запушене, 40—100 см заввишки. Листки багаторазово пальчасторозсічені, частки ланцетні або широколанцетні. Квітки зигоморфні, жовті, в щільних китицях. Плід — збірний, із запушених листянок. Цвіте у червні — липні.

## Поширення
Трапляється на Лівобережжі в Лісостепу і на півночі Степу в лісах, по чагарниках, на узліссях.

## Використання
Використовується в народній медицині нарівні з аконітом джунгарським. Вважається й протималярійним та антигельмінтним засобом. Препарати аконіту дібровного виявляють гіпертензивну та протиаритмічну дію, а також мають антитоксичні властивості при отруєннях аконітом джунтарським.
Смертельно отруйна рослина!

## Систематика
Згідно систематики, наведеній на сайті спільного інтернет-проекту «The Plant List» між Королівськими ботанічними садами в К'ю і Міссурійським ботанічним садом, аконіт дібровний(Aconitum nemorosum) разом з аконітом несправжньо-протиотруйним (Aconitum pseudanthora) є синонімами аконіту протиотруйного (Aconitum anthora).